# Lista dzieł Georga Friedricha Händla
Lista dzieł Georga Friedricha Händla obejmuje 42 opery, 29 oratoriów, concerti grossi, sonaty, suity, ponad 120 kantat, anthemy oraz wiele innych utworów.

## Opery
- Almira HWV 1 (Hamburg, 1705)
- Nero HWV 2 (Hamburg, 1705)
- Florindo HWV 3 (Hamburg, 1706)
- Daphne HWV 4 (Hamburg, 1706)
- Rodrigo HWV 5 (Florencja, 1707)
- Agrippina HWV 6 (Wenecja, 1709-1710)
- Rinaldo HWV 7 (Londyn, 1711)
- Il Pastor fido HWV 8 (I wersja Londyn, 1712)
- Tezeusz HWV 9 (Londyn, 1713)
- Silla HWV 10 (Londyn 1713)
- Amadys z Galii HWV 11 (Londyn, 1715)
- Radamisto HWV 12 (Londyn, 1720)
- Muzio Scevola (uwertura i akt III) HWV 13 (Londyn, 1721)
- Il Floridante HWV 14 (Londyn, 1721)
- Ottone, król Germanii HWV 15 (Londyn, 1723)
- Flavio, król Longobardów HWV 16 (Londyn, 1723)
- Juliusz Cezar w Egipcie HWV 17 (Londyn, 1724)
- Tamerlano HWV 18 (Londyn, 1724)
- Rodelinda, Regina de' Longobardi HWV 19 (Londyn, 1725)
- Scipione HWV 20 (Londyn, 1726)
- Alessandro HWV 21 (Londyn, 1726)
- Admeto HWV 22 (Londyn, 1727)
- Ryszard I, król Anglii HWV 23 (Londyn, 1727)
- Siroe, król Persji HWV 24 (Londyn, 1728)
- Ptolemeusz, król Egiptu HWV 25 (Londyn, 1728)
- Lotario HWV 26 (Londyn, 1729)
- Partenope HWV 27 (Londyn, 1730)
- Poros, król Indii HWV 28 (Londyn, 1731)
- Ezio HWV 29 (Londyn, 1732)
- Sosarme, król Medów HWV 30 (Londyn, 1732)
- Orlando HWV 31 (Londyn, 1733)
- Ariadna na Krecie HWV 32 (Londyn, 1734)
- Ariodante HWV 33 (Londyn, 1735)
- Alcyna HWV 34 (Londyn, 1735)
- Atalanta HWV 35 (Londyn, 1736)
- Arminio HWV 36 (Londyn, 1737)
- Giustino HWV 37 (Londyn, 1737)
- Berenika, królowa Egiptu HWV 38 (Londyn, 1737)
- Faramondo HWV 39 (Londyn, 1738)
- Kserkses HWV 40 (Londyn, 1738)
- Imeneo HWV 41 (Londyn, 1740)
- Deidamia HWV 42 (Londyn, 1741)

## Pasticcia
- L'Elpida, ovvero Li rivali generosi A1 (Londyn, 1725)
- Genserico A2 (Londyn, 1728)
- Ormisda A3 (Londyn, 1730)
- Venceslao A4 (Londyn, 1731)
- Titus l'Empereur A5 (Londyn, 1731)
- Lucio Papirio Dittatore A6 (Londyn, 1732)
- Catone A7 (Londyn, 1732)
- Semiramide riconosciuta A8 (Londyn, 1733)
- Caio Fabbricio A9 (Londyn, 1733)
- Arbace A10 (Londyn, 1734)
- Oreste A11 (Londyn, 1734)
- Didone abbandonata A12 (Londyn, 1737)
- Alessandro Severo A13 (Londyn, 1738)
- Jupiter in Argos A14 (Londyn, 1739)

## Pasje
- Johannes-Passion (Pasja według Św. Jana) (Hamburg, 1704)
- Brockes-Passion HWV 48 (Hamburg, 1719)

## Oratoria
- Il Trionfo del Tempo e del Disinganno HWV 46a (Rzym, 1707)
- Il Trionfo del Tempo e della Verità HWV 46b (Londyn, 1737)
- La Resurrezione HWV 47 (Rzym, 1708)
- Esher HWV 50 (Cannons, 1720)
- Deborah HWV 51 (Londyn, 1733)
- Athalia HWV 52 (Londyn, 1733)
- Saul HWV 53 (Londyn, 1739)
- Izrael w Egipcie HWV 54 (Londyn, 1739)
- L'Allegro, il Penseroso ed il Moderato HWV 55 (Londyn, 1740)
- Mesjasz HWV 56 (1741, prawykonanie: Dublin, 1742)
- Samson HWV 57 (Londyn, 1743)
- Semele HWV 58 (Londyn, 1744)
- Joseph and his Brethren HWV 59 (Londyn, 1744)
- Herkules HWV 60 (Londyn, 1745)
- Baltazar HWV 61 (Londyn, 1745)
- The Occasional Oratorio HWV 62 (Londyn, 1746)
- Juda Machabeusz (oratorium) HWV 63 (Londyn, 1747)
- Joshua HWV 64 (Londyn, 1748)
- Alexander Balus HWV 65 (Londyn, 1748)
- Susanna HWV 66 (Londyn, 1749)
- Solomon HWV 67 (Londyn, 1749)
- Theodora HWV 68 (Londyn, 1750)
- The Choice of Hercules HWV 69 (Londyn, 1751)
- Jefte HWV 70 (Londyn, 1752)
- The Triumph of Time and Truth HWV 71 (Londyn, 1757)

## Serenady, maski, ody
- Aci, Galatea e Polifemo HWV 72, serenata (Neapol, 1708)
- Eternal source of light divine HWV 74, serenata (oda) (Windsor Castle, 1714)
- Acis and Galatea I wersja HWV 49a, maska (Cannons, 1718)
- Acis and Galatea II wersja HWV 49b, maska (Londyn, 1732)
- Il Parnasso in festa per gli sponsali di Teti e Peleo HWV 73, serenata (Londyn, 1734)
- Alexander Feast HWV 75, oda (Londyn, 1736)
- From Harmony, from heav'nly Harmony" (Ode for St. Cecilia's Day) HWV 76, oda (Londyn, 1736)
- There in blissful shade and bow'rs (Comus) HWV 44, serenata (Exton, 1745)
- Alceste (Alcides) HWV 45, muzyka do sztuki (nie wykonana) (1750)

## Utwory religijne
- Ah! che troppo ineguali (O del ciel! Maria Regina) HWV 230 (Rzym, 1708)
- Coelestis dum spirat aura HWV 231 (Rzym, 1707)
- Dixit Dominus HWV 232 (Rzym, 1707)
- Donna, che in ciel di tanta luce splendi HWV 233 (Rzym, 1708)
- Il Pianto di Maria: Giunta l'ora fatal HWV 234 (Siena, 1709)
- Haec est Regina virginum HWV 235 (Rzym, 1707)
- Laudate pueri dominum I wersja HWV 236 (? 1703/1706)
- Laudate pueri dominum II wersja HWV 237 (Rzym, 1707)
- Nisi Dominus (Gloria patri) HWV 238 (Rzym, 1707)
- O Qualis de coelo sonus HWV 239 (Rzym, 1707)
- Saeviat tellus inter rigores HWV 240 (Rzym, 1707)
- Salve Regina HWV 241 (Rzym, 1707)
- Silete venti HWV 242 (Londyn, 1724)
- Te decus virginum HWV 243 (Rzym 1707/08)
- Kyrie eleison HWV 244 (Londyn, 1740)
- Gloria in excelsis Deo HWV 245 (Londyn 1740)
- O be joyful in the Lord (Chandos Anthem) HWV 246 (Cannons, ok. 1717)
- In the Lord put I (Chandos Anthem II) HWV 247 (Cannons, ok. 1717)
- Have mercy upon me (Chandos Anthem III) HWV 248 (Cannons, ok. 1717)
- O sing unto the Lord a new song (Chandos Anthem IVa) – I wersja HWV 249a (Londyn, 1714)
- O sing unto the Lord a new song (Chandos Anthem IV) – II wersja HWV 249b (Cannons, ok. 1717)
- I will magnify thee (Chandos Anthem Va) – I wersja HWV 250a (Cannons, ok. 1717)
- I will magnify thee (Chandos Anthem Vb) – II wersja HWV 250b (Londyn, ok. 1718)
- As pants the hart (Chandos Anthem VIc) – I wersja HWV 251a (Londyn, 1714)
- As pants the hart (Chandos Anthem VIa) – II wersja HWV 251b (Cannons, 1717)
- As pants the hart (Chandos Anthem VIb) – III wersja HWV 251c (Londyn, 1720)
- As pants the hart (Chandos Anthem VId) – IV wersja HWV 251d (Londyn, ok. 1721)
- My song shall be alway (Chandos Anthem VII) HWV 252 (Cannons, ok. 1717)
- O come let us sing unto the Lord (Chandos Anthem VIII) HWV 253 (Cannons, ok. 1718)
- O praise the Lord with one consent (Chandos Anthem IX) HWV 254 (Cannons, ok. 1718)
- The Lord is my light (Chandos Anthem X) HWV 255 (Cannons, ok. 1718)
- Let God arise (Chandos Anthem XIa) – I wersja HWV 256a (Cannons, ok. 1717)
- Let God arise (Chandos Anthem XIb) – II wersja HWV 256b (Londyn, 1720)
- O praise the Lord, ye angels of his HWV 257 (Londyn, 1723)
- Zadok the Priest Anthem koronacyjny I, HWV 258 (Londyn, 1727)
- Let thy hand be strengthened Anthem koronacyjny II, HWV 259 (Londyn, 1727)
- The King shall rejoice Anthem koronacyjny III, HWV 260 (Londyn, 1727)
- My heart is inditing Anthem koronacyjny IV, HWV 261 (Londyn, 1727)
- This is the day which the Lord hath made (Wedding Anthem for Princess Anne and William, Prince of Orange) HWV 262 (Londyn, 1734)
- Sing unto God, ye kingdoms of the earth (Wedding Anthem for Frederick, Prince of Wales, and Princess Augusta of Saxe-Gotha) HWV 263 (Londyn, 1736)
- The ways of Zion do mourn (Funeral Anthem for Queen Caroline) HWV 264 (Londyn, 1737)
- The King shall rejoice (Anthem for the Victory of Dettingen) HWV 265 (Londyn, 1743)
- How beautiful are the feet of them (Anthem composed on the Occasion of the Peace) HWV 266 (Londyn, 1749)
- How beautiful are the feet of them – anthem, fragm. HWV 267 (Londyn, ok. 1749)
- Blessed are they that considereth the poor (Foundling Hospital Anthem) HWV 268 (Londyn, 1749)
- Amen alleluja HWV 269 (Londyn, ok. 1746/47)
- Amen HWV 270 (Londyn, ok. 1730/40)
- Amen, alleluja HWV 271 (Londyn, ok. 1730/40)
- Alleluja, amen HWV 272 (Londyn, ok. 1738/41)
- Alleluja, amen HWV 273 (Londyn, ok. 1738/41)
- Alleluja, amen HWV 274 (Londyn, ok. 1738/41)
- Alleluja, amen HWV 275 (Londyn, ok. 1730/40)
- Amen, hallelujah HWV 276 (Londyn, ok. 1743/46)
- Halleluja, amen HWV 277 (Londyn, ok. 1746/47)
- Utrecht Te Deum HWV 278 (Londyn, 1713)
- Utrecht Jubilate (O be joyful) HWV 279 (Londyn, 1713)
- Te Deum D-dur (Caroline Te Deum) HWV 280 (Londyn, 1714)
- Te Deum B-dur (Chandos Te Deum) HWV 281 (Cannons, ok. 1718)
- Te Deum A-dur HWV 282 (Londyn, 1724)
- Dettingen Te Deum HWV 283 (Londyn, 1743)
- The Invitattion HWV 284 (Londyn, ok. 1746/47)
- Desiring to Love HWV 285 (Londyn, ok. 1746/47)
- On the Resurection HWV 286 (Londyn, ok. 1746/47)

## Muzyka orkiestrowa
- Koncert na obój i orkiestrę g-moll (Koncert obojowy Nr 3) HWV 287 (Hamburg, ? 1703/05)
- Sonata (Concerto) a 5 B-dur na skrzypce solo i orkiestrę HWV 288 (Włochy, 1706/07)
- 6 Koncertów na organy i orkiestrę, Opus 4 HWV 289-294
- Koncert na organy i orkiestrę F-dur ("Kukułka i słowik") HWV 295
- Koncert na organy i orkiestrę A-dur HWV 296a
- Koncert na organy i orkiestrę A-dur (Pasticcio-Concert) HWV 296b
- Koncert na organy solo d-moll (według HWV 328) HWV 297
- Koncert na organy solo G-dur (według HWV 319) HWV 298
- Koncert na organy solo D-dur (według HWV 323) HWV 299
- Koncert na organy solo g-moll (według HWV 324) HWV 300
- Koncert na obój i orkiestrę B-dur (Koncert obojowy Nr 1) HWV 301 (? 1706/10)
- Koncert na obój i orkiestrę B-dur (Koncert obojowy Nr 2) HWV 302a (Londyn, 1718)
- Suite de Pièces F-dur HWV 302b (Londyn, ok. 1737/38)
- Concerto (Adagio) na organy i orkiestrę d-moll HWV 303 (Londyn, 1737/39)
- Koncert na organy i orkiestrę d-moll HWV 304
- Koncert na organy i orkiestrę F-dur HWV 305a
- Koncert na organy solo F-dur HWV 305b
- 6 Koncertów na organy i orkiestrę, Opus 7 HWV 306-311
- 6 Concerti grossi, Opus 3 HWV 312-317 (1734)
- Concerto grosso C-dur (Concerto in Alexander's Feast) HWV 318 (1736)
- 12 Concerti grossi, Opus 6 HWV 319-330 (1739)
- Concerto F-dur HWV 331 (1722)
- Concerto a due cori B-dur HWV 332
- Concerto a due cori F-dur HWV 333
- Concerto a due cori F-dur HWV 334
- Concerto D-dur HWV 335a
- Concerto F-dur HWV 335b
- Uwertura B-dur HWV 336
- Uwertura D-dur HWV 337
- Adagio h-moll/Allegro D-dur HWV 338
- Sinfonia B-dur HWV 339
- Allegro G-dur HWV 340
- Uwerura D-dur (Handel's Water Piece) HWV 341
- Uwerura F-dur HWV 342
- Ritornello dla Chaconne G-dur HWV 435 HWV 343
- Chór i Menuet D-dur (z opery Florindo HWV 3) HWV 344
- Marsz D-dur HWV 345
- Marsz F-dur HWV 346
- Sinfonia B-dur HWV 347
- Water Music HWV 348-350 (Londyn, 1717)
- Muzyka ogni sztucznych HWV 351 (Londyn, 1749) na instrumenty dęte i kotły w oryginale, potem także w wersji z instrumentami smyczkowymi
- Suita B-dur (z opery Daphne HWV 4) HWV 352
- Suita G-dur (z opery Daphne HWV 4) HWV 353
- Suita B-dur (z opery Florindo HWV 3) HWV 354
- Aria (Hornpipe) c-moll HWV 355
- Hornpipe D-dur (compos'd for the Concert at Vauxhall 1740) HWV 356

## Kantaty
- Ah! che pur troppo è vero – kantata włoska HWV 77
- Ah! crudel, nel pianto mio – kantata włoska HWV 78
- Diana cacciatrice lub Alla caccia – kantata włoska HWV 79
- Allor ch'io dissi addio – kantata włoska HWV 80
- Alpestre monte – kantata włoska HWV 81
- Amarilli vezzosa lub Daliso ed Amarilli lub Il duello amoroso – kantata włoska HWV 82
- Aminta e Fillide lub Arresta il passo – kantata włoska HWV 83
- Aure soavi, e lieti – kantata włoska HWV 84
- Venus and Adonis lub Behold where weeping Venus stands – kantata angielska HWV 85
- Bella ma ritrosetta – kantata włoska HWV 86
- Carco sempre di gloria – kantata włoska HWV 87
- Care selve, aure grate – kantata włoska HWV 88
- Cecilia, volgi un sguardo – kantata włoska HWV 89
- Chi rapì la pace al core – kantata włoska HWV 90
- Clori, degli occhi miei – kantata włoska HWV 91a, HWV 91b
- Clori, mia bella Clori – kantata włoska HWV 92
- Clori, ove sei? – kantata włoska HWV 93
- Clori, sì, ch'io t'adoro – kantata włoska HWV 94
- Clori, vezzosa Clori – kantata włoska HWV 95
- Clori, Tirsi e Fileno lub Cor fedele in vano speri – kantata włoska HWV 96
- Crudel tiranno Amor – kantata włoska HWV 97
- Cuopre tal volta il cielo – kantata włoska HWV 98
- Delirio amoroso lub Da quel giorno fatale – kantata włoska HWV 99
- Da sete ardente afflitto – kantata włoska HWV 100
- Dal fatale momento – kantata włoska HWV 101a, HWV 101b
- Dalla guerra amorosa – kantata włoska HWV 102a, HWV 102b
- Deh! lasciate e vita e volo – kantata włoska HWV 103
- Del bel idolo mio – kantata włoska HWV 104
- Armida abbandonata lub Dietro l'orme fuggaci – kantata włoska HWV 105
- Dimmi, o mio cor – kantata włoska HWV 106
- Ditemi, o piante – kantata włoska HWV 107
- Dolce mio ben, s'io taccio – kantata włoska HWV 108
- Dolce pur d'amor l'affanno – kantata włoska HWV 109a, HWV 109b
- Agrippina condotta a morire lub Dunque sarà pur vero – kantata włoska HWV 110
- E partirai, mia vita? – kantata włoska HWV 111a, HWV 111b
- Figli del mesto cor – kantata włoska HWV 112
- Figlio d'alte speranze – kantata włoska HWV 113
- Filli adorata e cara – kantata włoska HWV 114
- Fra pensieri quel pensiero – kantata włoska HWV 115
- Fra tante pene – kantata włoska HWV 116
- Hendel, non può mia Musa – kantata włoska HWV 117
- Ho fuggito Amore anch'io – kantata włoska HWV 118
- Echeggiate, festeggiate, Numi eterni lub Io languisco fra le gioie – kantata włoska HWV 119
- Irene, idolo mio – kantata włoska HWV 120a, HWV 120b
- La Solitudine lub L'aure grate, il fresco rio – kantata włoska HWV 121a, HWV 121b
- Apollo e Dafne lub La terra è liberata – kantata włoska HWV 122
- Languia di bocca lusinghiera – kantata włoska HWV 123
- Look down, harmonious Saint lub The Praise of Harmony – kantata angielska HWV 124
- Lungi da me, pensier tiranno – kantata włoska HWV 125a, HWV 125b
- Lungi da voi, che siete poli – kantata włoska HWV 126a, HWV 126b, HWV 126c
- Lungi dal mio bel Nume – kantata włoska HWV 127a, HWV 127b, HWV 127c
- Lungi n'ando Fileno – kantata włoska HWV 128
- Manca pur quanto sai – kantata włoska HWV 129
- Mentre il tutto è in furore – kantata włoska HWV 130
- Menzognere speranze – kantata włoska HWV 131
- Mi palpita il cor – kantata włoska HWV 132a, HWV 132b, HWV 132c, HWV 132d
- Ne' tuoi lumi, o bella Clori – kantata włoska HWV 133
- Pensieri notturni di Filli lub Nel dolce dell'oblio – kantata włoska HWV 134
- Nel dolce tempo – kantata włoska HWV 135a, HWV 135b
- Nell' africane selve – kantata włoska HWV 136a, HWV 136b
- Nella stagion che di viole e rose – kantata włoska HWV 137
- Nice, che fa? che pensa? – kantata włoska HWV 138
- Ninfe e pastori – kantata włoska HWV 139a, HWV 139b, HWV 139c
- Nò se emenderá jamás – kantata hiszpańska HWV 140
- Non sospirar, non piangere – kantata włoska HWV 141
- Notte placida e cheta – kantata włoska HWV 142
- Olinto pastore, Tebro fiume, Gloria lub O come chiare e belle – kantata włoska HWV 143
- O lucenti, o sereni occhi – kantata włoska HWV 144
- La Lucrezia lub Oh Numi eterni – kantata włoska HWV 145
- Occhi miei che faceste? – kantata włoska HWV 146
- Partì, l'idolo mio – kantata włoska HWV 147
- Poichè giuraro Amore – kantata włoska HWV 148
- Qual sento io non conosciuto – kantata włoska HWV 149
- Ero e Leandro lub Qual ti riveggio, oh Dio – kantata włoska HWV 150
- Qualor crudele, sì, ma vaga Dori – kantata włoska HWV 151
- Qualor l'egre pupille – kantata włoska HWV 152
- Quando sperasti, o core – kantata włoska HWV 153
- Quel fior che all'alba ride – kantata włoska HWV 154
- Sans y penser – kantata francuska HWV 155
- Sarai contenta un dì – kantata włoska HWV 156
- Sarei troppo felice – kantata włoska HWV 157
- Se pari è la tua fè – kantata włoska HWV 158a, HWV 158b, HWV 158c
- Se per fatal destino – kantata włoska HWV 159
- La bianca Rosa lub Sei pur bella, pur vezzosa – kantata włoska HWV 160a, HWV 160b, HWV 160c
- Sento là che ristretto – kantata włoska HWV 161a, HWV 161b, HWV 161c
- Siete rose ruggiadose – kantata włoska HWV 162
- Solitudini care, amata libertà – kantata włoska HWV 163
- Il Gelsomino lub Son gelsomino – kantata włoska HWV 164a, HWV 164b
- Spande ancor a mio dispetto – kantata włoska HWV 165
- Splenda l'alba in oriente – kantata włoska HWV 166
- Stanco di più soffrire – kantata włoska HWV 167a, HWV 167b
- Partenza di G. B. lub Stelle, perfide stelle – kantata włoska HWV 168
- Torna il core al suo diletto – kantata włoska HWV 169
- Tra le fiamme lub Il consiglio – kantata włoska HWV 170
- Tu fedel? Tu costante? – kantata włoska HWV 171
- Udite il mio consiglio – kantata włoska HWV 172
- Un'alma innamorata – kantata włoska HWV 173
- Un sospir a chi si muore – kantata włoska HWV 174
- Vedendo Amor – kantata włoska HWV 175
- Venne voglia ad Amore lub Amore uccellatore – kantata włoska HWV 176
- Zeffiretto, arresta il volo – kantata włoska HWV 177

## Muzyka kameralna
- Sonaty HWV 357-379
- Sonaty triowe HWV 380-405
- Pojedyncze utwory HWV 406-425

## Muzyka na instrument klawiszowy
- 8 Suites de Pièces pour le Clavecin – I zbiór HWV 426-433 (Londyn, 1720)
- 9 Suites de Pièces pour le Clavecin – II zbiór HWV 434-442 (Londyn, 1733)
- Six Fugues or Voluntarys for the Organ or Harpsichord Opus 3 (6 fug lub solów na organy lub klawesyn, Opus 3) HWV 605-610